# エルクグローブ (カリフォルニア州)
エルクグローブ（英: Elk Grove）は、アメリカ合衆国カリフォルニア州のサクラメント郡にある都市。人口は17万6124人（2020年）。州都サクラメントの直ぐ南に位置する。

## 歴史

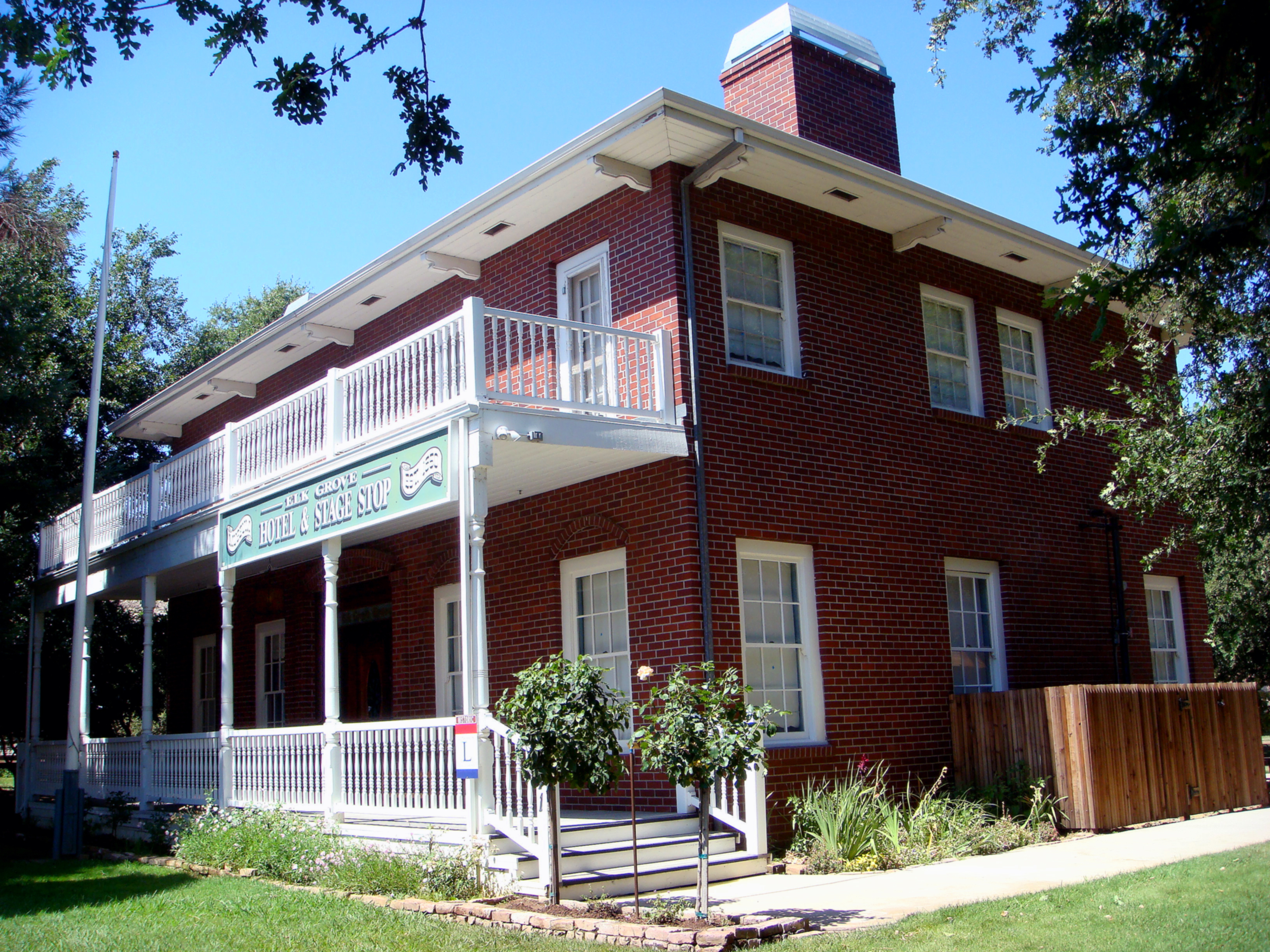
古いエルクグローブ・ホテル

エルクグローブ・ホテルの町は1850年に駅馬車の停車場として設立された。歴史的なサッター砦から南に24キロメートルの位置にあり、事業、娯楽、郵便および農業のための交差点となり、隣接する地域社会に住む金探鉱者にとっては住居として機能した。ゴールドラッシュやカリフォルニア州成立初期における役割を果たした後は、特徴ある田園と西部開拓時代の生活様式のある緊密な地域社会となっていった。
当初の町はモンテレー・トレイルの駅馬車停車場の周りに発展したが、鉄道が町の東を通過した後は、その中心が現在の場所に移動した。エルクグローブの「オールドタウン」はカリフォルニア州道99号線（元のアメリカ国道99号線で、カリフォルニアセントラルヴァレーを南北に貫く幹線道路）の東1.6キロメートルにある。町は農業中心で発展したが、最終的にサクラメント市の郊外住宅地になっていった。エルクグローブの新しい住宅開発地の大半は西の州道99号線と西海岸を南北に走る主要道である州間高速道路5号線の間にあり、ラグナクリークとラグナウェストと地元で呼ばれる2つの地域になっている。
2000年7月1日にエルクグローブは市制を布いた。
2000年国勢調査での人口が5万9984人に過ぎなかったエルクグローブは、2004年と2005年の各7月1日時点でアメリカ合衆国で最も成長率の高い都市だった。
2008年、CNNはエルクグローブの地域がサブプライムローン破綻による金融危機に陥っていると発表した。

## 地理
エルクグローブは北緯38度26分18秒 西経121度22分55秒 / 北緯38.43833度 西経121.38194度に位置する。アメリカ合衆国国勢調査局に拠れば、市域全面積は15.2平方マイル (39.4 km2)であり、すべて陸地である。

## 人口動態
以下は2008年の人口推計データである。
| 基礎データ - 人口: 59,984人（2010年では153,015人） - 世帯数: 18,526世帯 - 家族数: 15,358家族 - 人口密度: 1,523.7人/km2（3,947.0人/mi2） - 住居数: 18,894軒 - 住居密度: 479.9軒/km2（1,243.3軒/mi2） 人種別人口構成 - 白人: 59.12% - アフリカン・アメリカン: 8.52% - ネイティブ・アメリカン: 0.94% - アジア人: 17.59% - 太平洋諸島系: 0.59% - その他の人種: 6.44% - 混血: 6.79% - ヒスパニック・ラテン系: 14.00% 年齢別人口構成 - 18歳未満: 32.9% - 18-24歳: 8.1% - 25-44歳: 31.9% - 45-64歳: 20.3% - 65歳以上: 6.8% - 年齢の中央値: 32歳 - 性比（女性100人あたり男性の人口） - 総人口: 95.3 - 18歳以上: 90.9 | 世帯と家族（対世帯数） - 18歳未満の子供がいる: 49.4% - 結婚・同居している夫婦: 65.0% - 未婚・離婚・死別女性が世帯主: 12.6% - 非家族世帯: 17.1% - 単身世帯: 12.9% - 65歳以上の老人1人暮らし: 3.5% - 平均構成人数 - 世帯: 3.22人 - 家族: 3.51人 収入と家計（2007年推計） - 収入の中央値 - 世帯: 79,622米ドル - 家族: 83,969米ドル - 貧困線以下 - 対人口: 5.2% - 対家族数: 3.8% - 18歳未満: 6.0% - 65歳以上: 4.9% |

## 教育
エルクグローブ統合教育学区はカリフォルニア州で5番目に大きな教育学区であり、国内でも成長速度の最も速いクラスの学区である。サクラメント郡南部に位置し、その管轄する範囲は830 km²と郡の面積の3分の1を占めている。2002年から2003年の学校年では、52,500人以上の生徒がおり、2010年には73,000人に達すると予測されている。小学校38校、中学校8校、高校8校およびオルタナティブ高校4校がある。最近ピンカートン中学校とコシュームオーク高校を開校した。2008年から2009年の学校年には学区創設から50周年になるので、新しい学校が開校する。
市内には幾つかの私立学校もある。地元のコミュニティ・カレッジであるコシュームリバー・カレッジは職業訓練と4年制大学への転換プログラムを提供している。近くにはカリフォルニア州立大学サクラメント校やカリフォルニア大学デービス校があり、またゴールデンゲート大学とセントメアリーズ・カレッジの分校もある。また私立の6年制ユニバーサリスト教会のカレッジであるクエスト神学校もある。

### 公共図書館
新しいエルクグローブ公共図書館はエルクグローブ・ブールバード8900にある2階建ての近代的建物である。1ブロック東にあった旧図書館から移転した。この図書館は広い範囲のサクラメント公共図書館システムの一部である。またビニヤード、ウィルトン、スローハウス、およびランチョマリエタなど近隣の地域社会もこの図書館を利用できる。
フランクリン・コミュニティ図書館はフランクリン高校とトビー・ジョンソン中学校の図書館としても機能しており、フランクリン・ハイ道路10055にある。

## 経済
エルクグローブ市の2009年包括的財務報告書に拠れば、市内の主要雇用主トップ10は次の通りである。
| 順位 | 雇用主                       | 従業員数 |
| ---- | ---------------------------- | -------- |
| 1    | エルクグローブ統合教育学区   | 5,000    |
| 2    | カイザー・パーマネンテ       | 1,468    |
| 3    | Apple                        | 1,100    |
| 4    | カリフォルニア州自動車協会   | 750      |
| 5    | サクラメント・メソジスト病院 | 550      |
| 6    | コシュームリバー・カレッジ   | 330      |
| 7    | オールデータ                 | 282      |
| 8    | ウォルマート                 | 273      |
| 9    | ビンボベイカリーズ USA       | 265      |
| 10   | エルクグローブ市             | 250      |

## 気候
エルクグローブの気候は 24°F(−4℃) ないし 44°F(7℃) の低温から、80°F(27℃) ないし 115°F(46℃) の高温まで変化する。平均年間降水量は 22 インチ (559 mm) であり、10月から4月にかけて多く降る。1月の平均気温は 45°F(7℃) であり、7月は 80°F(27℃) である。市の標高は 45 フィート (14 m) である。

## 政治

### 市政府

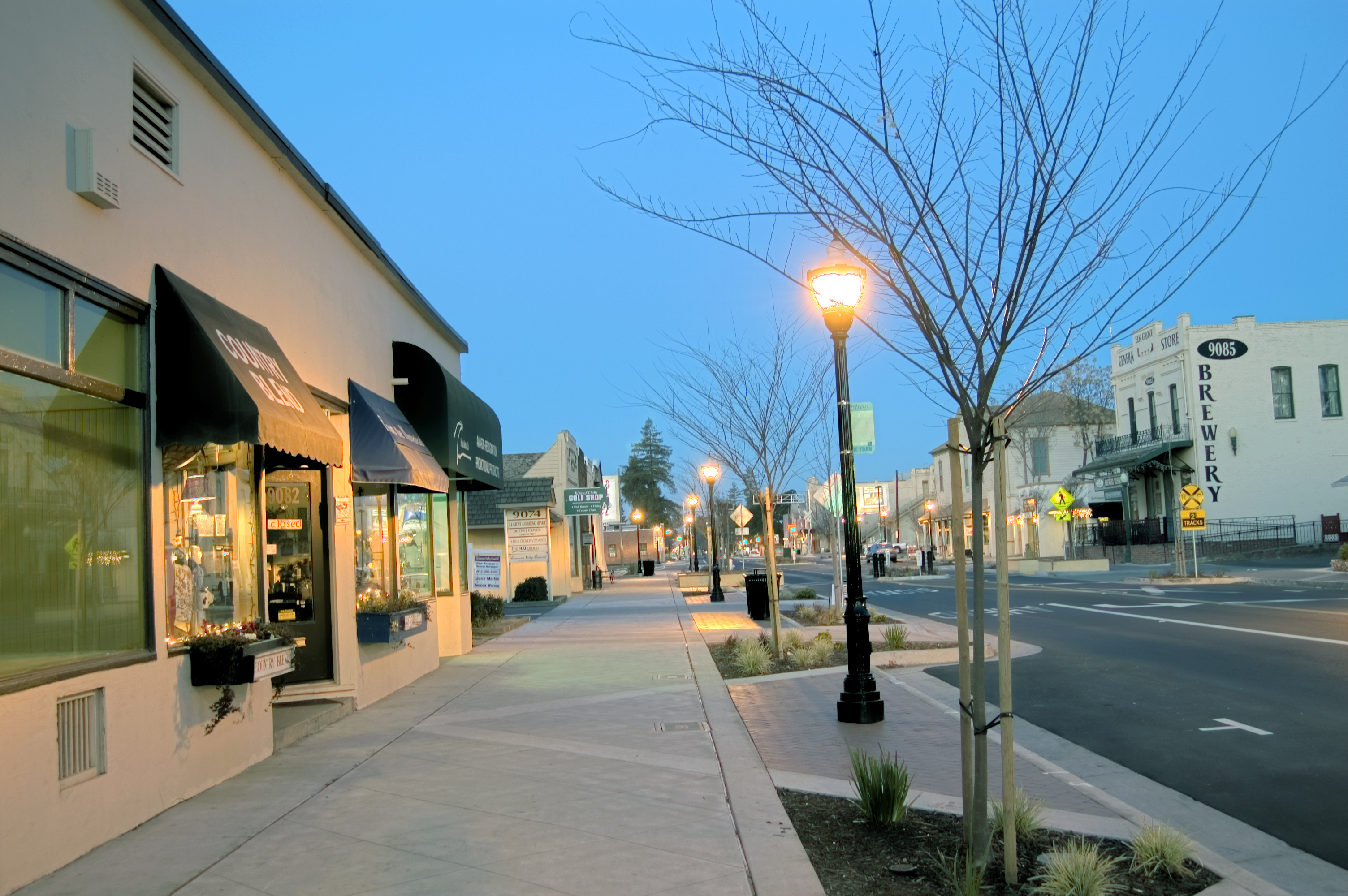
オールドタウン

エルクグローブ市は2000年7月1日に市制を布いた。一般法都市であり、市政委員会・シティマネジャー方式を採用している。市長の任期は1年間であり、市政委員会の互選によって選ばれる。2010年時点の市長はソフィア・シャーマンである。市政委員は市内5つの選挙区から各1人が選ばれている。
サクラメント郡管理委員会に委員を1人送り出している。
消防、救急医療および公園とレクリエーションについては、独立した特別サービス機関であるコシューム・コミュニティ・サービス地区が管轄している。消防は自警消防団として1893年に活動が始められた。警察は2006年までサクラメント郡保安部との契約で運営されていたが、その7月以降は独自の警察署を組織した。

### 州と連邦議会
カリフォルニア州議会では、上院の第1および下院の第10と第15選挙区に属している。連邦議会下院ではカリフォルニア州第3と第5選挙区に属し、クック投票動向指数ではそれぞれ共和党+7、民主党+14となっている。2010年時点で州上院は共和党、下院は2議席とも民主党、連邦下院は共和党と民主党がそれぞれ1つの議席を得ている。

## 地区
エルクグローブ市は幾つかの主要地区に分かれている。すなわちラグナウェスト、ラグナクリーク、エルクグローブ・プロパー、イーストエルクグローブ、およびシェルドンとフランクリン各タウンシップの大部分である。ラグナウェストは州間高速道路5号線とユニオン・パシフィック鉄道線の間にある。ラグナクリークは市の南境界に接しており、北はシェルドン道路、西はユニオン・パシフィック鉄道線、東は州道99号線である。エルクグローブ・プロパーは市の歴史地区を含んでおり、西は州道99号線、東はウォーターマン道路、北はカルビン道路、南はグラントライン道路までである。イーストエルクグローブは北はカルビン道路、東と南はグラントライン道路、西はウォーターマン道路で区切られている。

## 著名な出身者と住人
- スコット・ボラス、スポーツ・エージェント
- ブレント・ブアジョア、音楽家、著作家
- ランス・ブリッグス、アメリカンフットボール選手、シカゴ・ベアーズ
- クルス・バスタマンテ、元州副知事
- ペトリ・ホーキンス・バード、法廷ドラマの廷吏
- ビル・カートライト、元バスケットボール選手、フェニックス・サンズのコーチ補
- デビッド・ガリバルディ、アーティスト
- チェスター・ゴーマン、人類学者
- ウォルト・グレイ、KCRA 3 のニュースアンカー
- ミラード・ハンプトン、モントリオールオリンピックの陸上400 m リレーで金メダル
- デビッド・ヘルナンデス、プロ野球選手
- ダナ・ハワード、News10 のアンカー、記者
- マクスウェル・ジェイムズ、音楽家
- ロン・ジョーンズ、KOVR CBS 13 ニュースアンカー、記者
- ブラッド・キルビー、元プロ野球選手、サクラメント・リバーキャッツ、オークランド・アスレチックス
- フランク・ラメイラ、ダンフランク・プロダクションの社長、ミス・ティーンエージャー・カリフォルニアのショーを主催
- ランディ・ルー、ポーカーのプロ選手
- ステファニー・ロペス、サッカーの女子プロ選手
- トム・マクリントック、カリフォルニア州の政治家
- デマーカス・ネルソン、NBAバスケットボール選手、シカゴ・ブルズ
- デル・ロジャーズ、サクラメントのNBC系列局KCRA 3のスポーツアンカー、元NFLアメリカンフットボール選手
- デイル・ショマック、News10 のアンカー
- アダム・スマート、サッカーのプロ選手
- ケルビン・サザーランド、PGAゴルファー
- ケーシー・ウェザーズ、北京オリンピック野球アメリカ合衆国代表
- モニカ・ウッズ、News10 気象予報士
- ジャミル・ザイナシェフ、 地ビール醸造者、著作家
- クリスティーナ・ワーナー、FOX 40 News 気象予報士主任